# آنتونلو کوکورددو
آنتونلو کوکورددو (به ایتالیایی: Antonello Cuccureddu) بازیکن فوتبال و اهل ایتالیا است 

## تیم ملی
از سال ۱۹۷۵ میلادی عضو تیم ملی فوتبال ایتالیا بوده و در ۱۳ بازی ملی حضور داشته‌است. او در بازی‌های ملی‌اش گلی به ثمر نرساند.
آنتونلو کوکورددو آخرین بازی ملی خود را در سال ۱۹۷۸ میلادی انجام داد.